# Marshall County (Indiana)
Marshall County ist ein County im Bundesstaat Indiana der Vereinigten Staaten. Der Sitz der Countyverwaltung  (County Seat) ist in Plymouth.

## Geographie
Das County liegt im Norden von Indiana, ist etwa 50 km von Michigan entfernt und hat eine Fläche von 1165 Quadratkilometern, wovon 15 Quadratkilometer Wasserfläche sind. Es grenzt im Uhrzeigersinn an folgende Countys: St. Joseph County, Elkhart County, Kosciusko County, Fulton County, Pulaski County und Starke County.

## Geschichte
Marshall County wurde am 7. Februar 1835 aus Teilen des Elkhart County und des St. Joseph County gebildet. Benannt wurde es nach John Marshall, einem Vorsitzenden Richter am Obersten Gerichtshof  (Supreme Court) der Vereinigten Staaten.
22 Bauwerke und Stätten des Countys sind im National Register of Historic Places eingetragen (Stand 2. September 2017).

## Demografische Daten

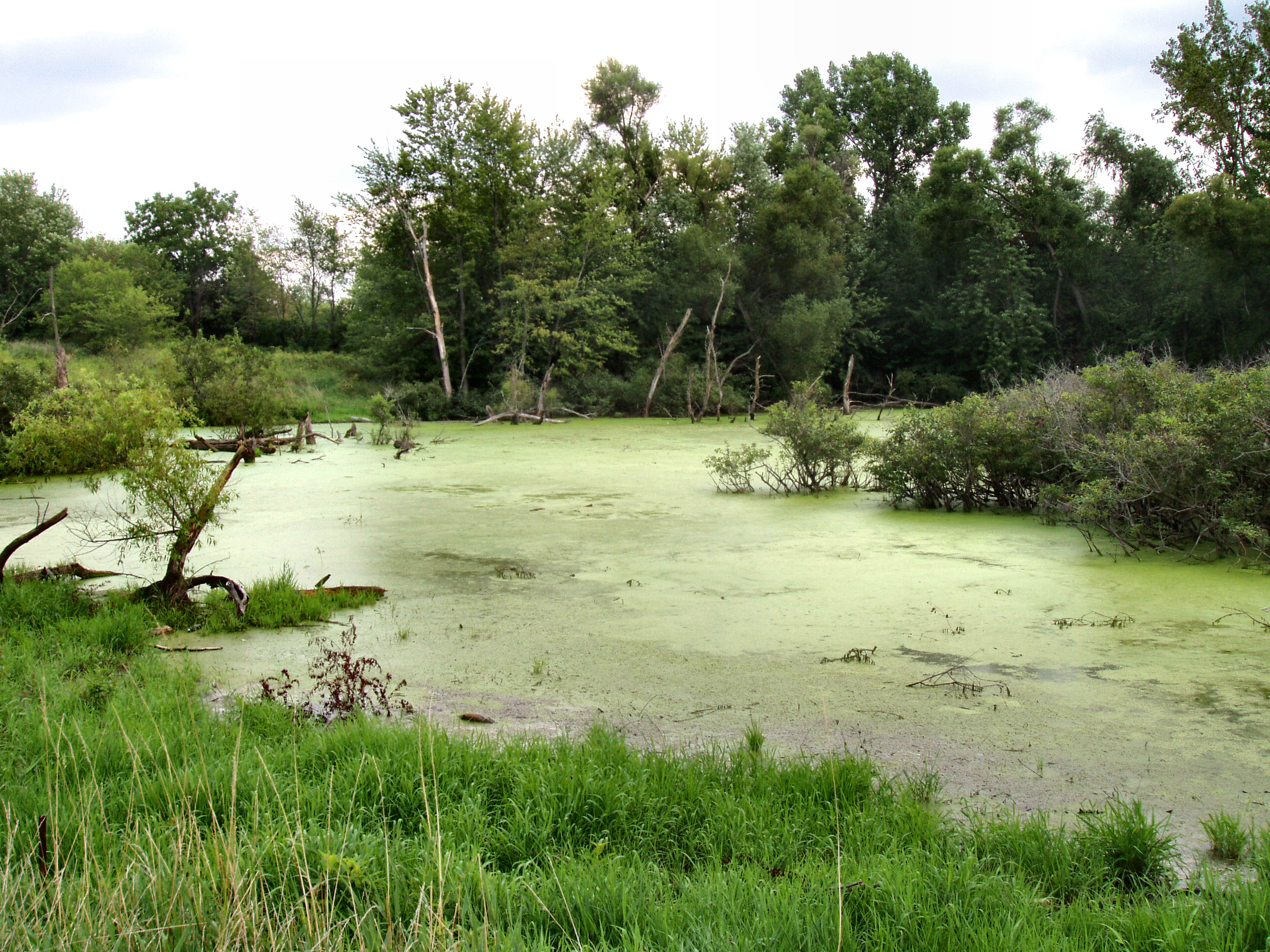
Feuchtgebiet im Marshall County

Nach der Volkszählung im Jahr 2000 lebten im Marshall County 45.128 Menschen in 16.519 Haushalten und 12.191 Familien. Die Bevölkerungsdichte betrug 39 Einwohner pro Quadratkilometer. Ethnisch betrachtet setzte sich die Bevölkerung zusammen aus 95,53 Prozent Weißen, 0,30 Prozent Afroamerikanern, 0,30 Prozent amerikanischen Ureinwohnern, 0,31 Prozent Asiaten, 0,02 Prozent Bewohnern aus dem pazifischen Inselraum und 2,54 Prozent aus anderen ethnischen Gruppen; 1,01 Prozent stammten von zwei oder mehr Ethnien ab. 5,90 Prozent der Bevölkerung waren spanischer oder lateinamerikanischer Abstammung.
Von den 16.519 Haushalten hatten 35,8 Prozent Kinder unter 18 Jahre, die mit ihnen im Haushalt lebten. 61,3 Prozent waren verheiratete, zusammenlebende Paare, 8,3 Prozent waren allein erziehende Mütter und 26,2 Prozent waren keine Familien. 22,3 Prozent waren Singlehaushalte und in 10,0 Prozent lebten Menschen mit 65 Jahren oder darüber. Die Durchschnittshaushaltsgröße betrug 2,69 und die durchschnittliche Familiengröße lag bei 3,15 Personen.
28,1 Prozent der Bevölkerung waren unter 18 Jahre alt, 8,7 Prozent zwischen 18 und 24, 28,0 Prozent zwischen 25 und 44 Jahre. 22,0 Prozent zwischen 45 und 64 und 13,3 Prozent waren 65 Jahre alt oder älter. Das Durchschnittsalter betrug 36 Jahre. Auf 100 weibliche Personen kamen 98,7 männliche Personen. Auf 100 Frauen im Alter von 18 Jahren und darüber kamen 94,9 Männer.
Das jährliche Durchschnittseinkommen eines Haushalts betrug 42.581 USD, das Durchschnittseinkommen der Familien 48.527 USD. Männer hatten ein Durchschnittseinkommen von 33.999 USD, Frauen 22.482 USD. Das Prokopfeinkommen betrug 18.427 USD. 4,8 Prozent der Familien und 6,8 Prozent der Bevölkerung lebten unterhalb der Armutsgrenze.

## Orte im County
- Argos
- Bourbon
- Bremen
- Burr Oak
- Culver
- Donaldson
- Harris
- Hibbard
- Inwood
- Koontz Lake
- La Paz
- La Paz Junction
- Linkville
- Maxinkuckee
- Old Tip Town
- Plymouth
- Teegarden
- Tippecanoe
- Twin Lakes
- Tyner
- Walnut

Townships
- Bourbon Township
- Center Township
- German Township
- Green Township
- North Township
- Polk Township
- Tippecanoe Township
- Union Township
- Walnut Township
- West Township